# Icicle Works
Az Icicle Works egy Boulder Dash-klón videójáték, melyet Doug Turner fejlesztett és írt és a Commodore Business Machines brit videójáték-kiadó részlege adott ki 1985-ben. A játékot a State Soft Ltd. portolta még ugyanebben az évben ZX Spectrumra és MSX-re.

## Alaptörténet
Közeledik a Karácsony és a Télapó nagy gondban van, ugyanis szabadságáról hazatérve szerteszét szórva és hóval betakarva találja a gyerekeknek szánt ajándékokat. A feladat, kisegíteni az öreg Télapót és összeszedni neki az ajándékokat még Karácsony előtt.

## Játékmenet
Ebben a téli környezetben kell a Boulder Dash-hoz hasonlóan járatokat ásni a hóban, elkerülni, hogy a hógolyók a karakter fejére essenek, illetve dühös pingvinek, jegesmedvék kapják el, miközben időre meg kell találni a kis kék ajándékcsomagokat. A jegesmedvék, pingvinek körbe-körbe járják a szabad területet és ha megzavarjuk őket, akkor utánunk jönnek a járatainkba. Ha a megadott idő a csomagok megtalálása nélkül telik le, akkor elveszítünk egy életet. Ha megtaláltunk minden csomagot, akkor nyílik meg a kapu a következő pályára, melyet szintén a még rendelkezésre álló idő alatt kell elérni.

## Utóélet
Doug Turner az eredeti játék alkotója 30 évvel az Icicle Works megírása után elkészítette és ingyenesen publikálta a The Pit nevű játékot, mely a szerző szerint abból az inspirációból fakadt, hogy ki akarta javítani az Icicle Works hibáit, így például a finom ablak-görgetés (smooth scrolling) hiányát.

## Kapcsolódó hivatkozások
- Icicle Works a Lemon 64 weboldalán
- Icicle Works a Commodore Plus/4 World weboldalán
- Letöltés: http://plus4world.powweb.com/software/Icicle_Works
- Online játék: http://plus4world.powweb.com/play/icicle_works